# Hylaeus curvicarinatus
Hylaeus curvicarinatus är en biart som först beskrevs av Cameron 1905.  Hylaeus curvicarinatus ingår i släktet citronbin, och familjen korttungebin. Inga underarter finns listade i Catalogue of Life.